# Abdoulaye Ndoye
Abdoulaye Ndoye (nacido el 23 de agosto de 1995 en Dakar) es un jugador senegalés que actualmente pertenece a la plantilla del Igualatorio Cantabria Estela de la Liga LEB Plata. Con 2,10 metros de altura juega en la posición de pívot. Es internacional absoluto con Senegal.

## Trayectoria profesional
Formado en el Élan Sportif Chalonnais. Abdoulaye N’Doye disputó además el Nations, uno de los torneos más prestigiosos a nivel internacional para jugadores jóvenes.
En agosto de 2016, el pívot senegalés se convirtió en el primer fichaje para el juego interior del RETAbet.es Gipuzkoa Basket para la temporada 2016-17. Con los donostiarras promedió en 6 puntos y 4 rebotes por partido y consiguió el ascenso a Liga ACB desde LEB Oro con Gipuzkoa Basket Club. 
La temporada posterior jugó en el Club Ourense Baloncesto de la Liga LEB Oro en el que promedia 5 puntos y 5 rebotes por partido con una media 14 minutos por encuentro.
Durante la temporada 2018-19 juega la Liga de Senegal.
En julio de 2019, regresa a España para jugar en las filas del Igualatorio Cantabria Estela de la Liga LEB Plata.